# 国际根据地论
国际根据地论（日语：国際根拠地論，或译国际基地构造论）是日本新左翼的一种政治思想，其尤为被日本赤军和联合赤军接纳。

## 概述
1969年，共产主义者同盟赤军派计划在佐藤荣作访问美国前在日本发动武装起义，也就是“前阶段武装起义论”，但同年11月5日发生的大菩萨岭事件使得大量赤军派成员被捕，“前阶段武装起义论”宣告失败。由此，赤军派提出新主张，要求成员“赴共產主義國家接受軍事與政治訓練，為世界革命做準備”，并在“社会主义国家”、“工人國家”中建设根据地，这一主张即被称为“国际根据地论”。
受这一理论影响，部分日本赤军派成员前往了北朝鲜和巴勒斯坦地区进行活动。